# Huổi Só
Huổi Só là một xã thuộc huyện Tủa Chùa, tỉnh Điện Biên, Việt Nam.

## Địa lý
Xã Huổi Só nằm ở phía đông bắc huyện Tủa Chùa, cách trung tâm huyện 40 km, cách trung tâm thành phố Điện Biên Phủ khoảng 200 km, có vị trí địa lý:
- Phía đông và phía bắc giáp tỉnh Lai Châu
- Phía tây giáp xã Sín Chải và xã Tả Sìn Thàng
- Phía nam giáp xã Tủa Thàng.

Xã Huổi Só có diện tích 63,42 km², dân số năm 2022 là 2.850 người, mật độ dân số đạt 44 người/km².

## Hành chính
Xã Huổi Só được chia thành 9 thôn: 1, 2, Háng Pàng, Hồng Ngài, Huổi Lóng, Huổi Só 1, Huổi Só 2, Nậm Bành, Tù Cha.

## Lịch sử
Ngày 6 tháng 12 năm 2019, HĐND tỉnh Điện Biên ban hành Nghị quyết số 148/NQ-HĐND về việc:
- Sáp nhập thôn Huổi Ca vào thôn Hồng Ngài.
- Thành lập thôn Nậm Bành trên cơ sở thôn Can Hồ và thôn Pê Răng Ky.